# Hörslinga

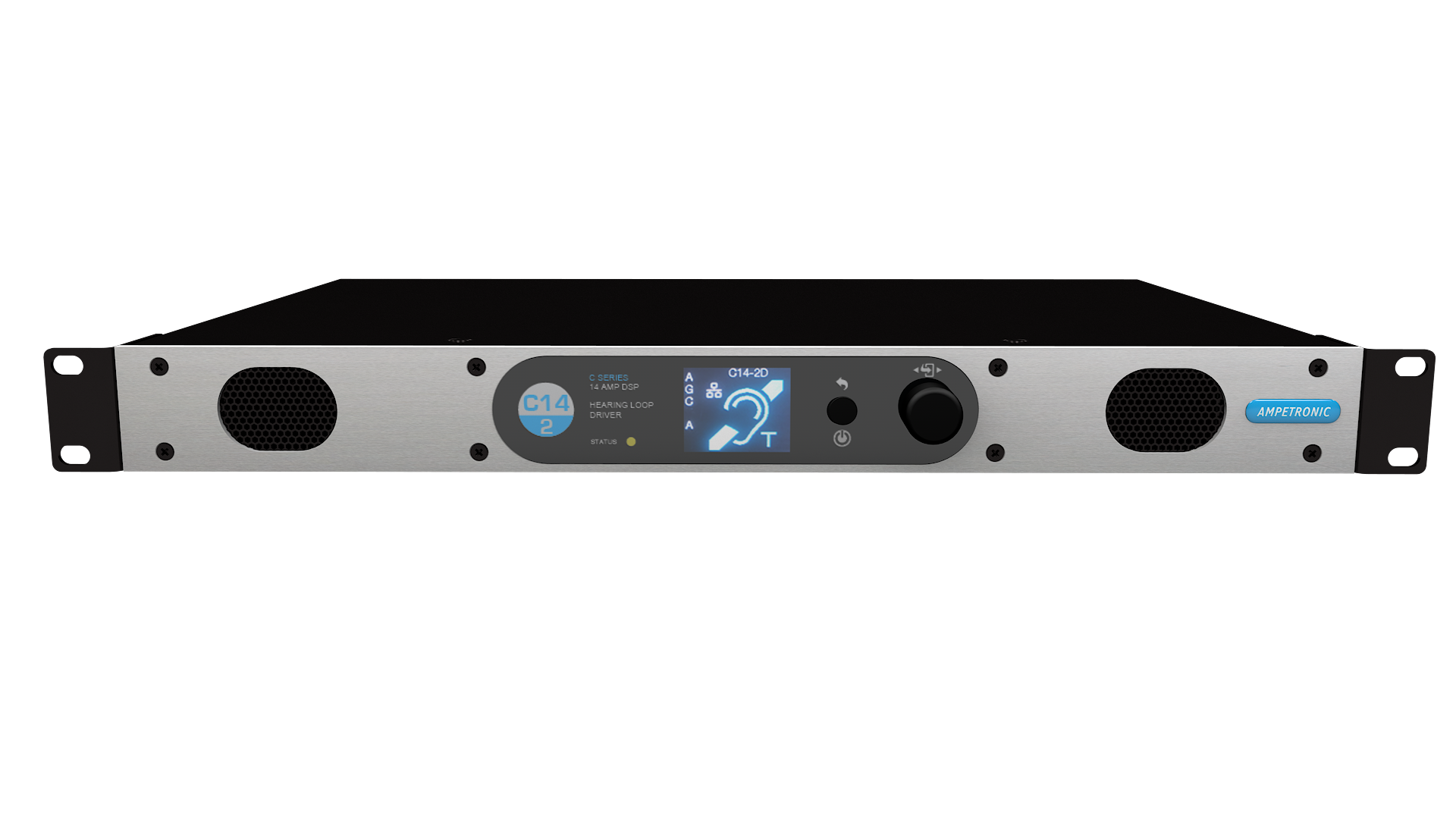
Modern förstärkare till hörslinga.

Hörslinga, teleslinga eller T-slinga är ett hjälpmedel för hörselskadade.
Den består av en ledning (även kallad magnetantenn) som monteras längs väggarna i en lokal. När en specialförstärkares audioutgång (högtalarutgång) ansluts till slingan genererar denna elektromagnetiska svängningar som en speciell telespole i vissa hörapparater kan uppfånga, principen bygger på induktiv koppling och analog teknik. Elektromagnetiska vågor med lägre frekvens än radiovågor (samma frekvens som ljudet) överförs. Den hörselskadades hörapparat uppfattar då svängningarna från hörslingan och omvandlar dem till förstärkta ljud.
I Sverige och många andra länder är många offentliga lokaler som biografer, kyrkor, föreläsningssalar och andra samlingslokaler försedda med hörslinga, men hörslinga kan även förekomma i mindre format i tex. receptioner, biljettluckor m.m.. Hörselskadade kan också använda minislingor som installeras i teve-fåtöljen, eller portabla hörslingor, så kallade halsslingor, som hängs runt halsen. Metoder finns även att överföra tal från mikrofon via infrarött ljus eller radioöverföring till en mottagare som kommunicerar med hörapparaten via till exempel en halsslinga.
För att ett hörslingsystem ska fungera över tid är det viktigt att det underhålls och kontrolleras regelbundet. I IEC 62489-1 beskrivs även att ett hörslingsystem bör vara utrustat med fast utrusting som gör det enkelt för icke-teknisk personal och besökare att verifiera hörslingans funktion.
Installation och kalibrering av hörslingsystem beskrivs i den internationella standarden IEC 60118-4 medan systemets komponenter och mätning av prestanda beskrivs i IEC 62489-1.

## T4/M4 i mobiltelefoner
En del mobiltelefoner, särskilt så kallade seniortelefoner, har stöd för hörslinga och är listar att de stöder T4/M4.
Även nivå M3 och lägre finns.
M-nivår används för akustiska hjälpmedel och T för induktionsslingor. Ju högre nummer, desto bättre samverkan.
Om en hörapparat och en telefon båda stöder exempelvis T4 så kan användaren slippa både omgivningens störande ljud och samtidigt öka ljudvolymen på telefonsamtalet utan att visselljud uppstår. I det läget är vanliga mikrofonen på hörapparaten avstängd, ljudet kommer magnetiskt via induktionsslingan från telefonen.